# Sarlala (Maubisse)
Sarlala ist eine osttimoresische Aldeia im Suco Maubisse (Verwaltungsamt Maubisse, Gemeinde Ainaro). 2015 lebten in der Aldeia 157 Menschen.

## Geographie und Einrichtungen
Die Aldeia Sarlala liegt im Nordosten des Sucos Maubisse. Südwestlich befindet sich die Aldeia Hautado, südöstlich die Aldeia Hato-Fae und östlich die Aldeia Ura-Hou. Im Norden grenzt Sarlala an das Verwaltungsamt Aileu (Gemeinde Aileu) mit seinen Sucos Lahae und Lequitura.
Von Lequitura aus führt eine kleine Straße nach Sarlala, an der auch das Dorf Sarlala liegt. Hier befindet sich eine Grundschule.